# Władysław Kuźko
Władysław Ołeksandrowycz Kuźko (ukr. Владислав Олександрович Кузько; ur. 2 kwietnia 2000) – ukraiński zapaśnik walczący w stylu klasycznym. 
Dziesiąty w indywidualnym Pucharze Świata w 2020. Trzeci na ME U-23 w 2023. Mistrz świata kadetów w 2017 i drugi w 2016. Mistrz Europy kadetów w 2016, drugi w 2017 i trzeci w 2015 roku.